# This Land Is My Land
This Land Is My Land est un jeu vidéo d'aventure et d'infiltration développé par Game Labs, sorti en accès anticipé en 2019 sur Windows. Le jeu est finalement sorti en octobre 2021.

## Trame
L'histoire du jeu se situe lors de la Conquête de l'Ouest et se base sur le point de vue des Nord-Amérindiens, sans toutefois qu'aucune tribu ou période spécifique ne soit représentée historiquement.